# Пливање на Летњим олимпијским играма 2016 — 10 километара маратон за жене
Пливачка маратонска трка на 10 километара за жене на Летњим олимпијским играма 2016. одржана је претпоследњег дана пливачких такмичења 15. августа на локалитету Форт Копакабана у Рио де Жанеиру. 
Учестовало је укупно 26 такмичарки из 24 земље. Златну медаљу освојила је холандска пливачица Шарон ван Раувендал која је деоницу од 10 километара испливала у времену 1:56:32.1 сати. Сребро је припало репрезентативки Италије Ракеле Бруни која је до циља дошла са заостатком у односу на водећу од 17,4 секунде, док је бронзу освојила домаћа такмичарка Полијана Окимото са заостатком од 19,3 секунде. Бранилац титуле из Лондона Мађарица Ева Ристов трку је завршила на тек 13. месту са заостатком од 1:10.7 минута.

## Освајачи медаља
|                           | Резултат  |                    | Резултат  |                        | Резултат  |
|                           |           |                    |           |                        |           |
| Шарон ван Раувендал (NED) | 1:56:32.1 | Ракеле Бруни (ITA) | 1:56:49.5 | Полијана Окимото (BRA) | 1:56:51.4 |

## Резултати
| Плас. | Пливачица               | Држава       | Време            | Заостатак за водећом | Нап.             |
| ----- | ----------------------- | ------------ | ---------------- | -------------------- | ---------------- |
|       | Шарон ван Раувендал     | Холандија    | 1:56:32.1        |                      |                  |
|       | Ракеле Бруни            | Италија      | 1:56:49.5        | +17.4                |                  |
|       | Полијана Окимото        | Бразил       | 1:56:51.4        | +19.3                |                  |
| 4.    | Син Син                 | Кина         | 1:57:14.4        | +42.3                |                  |
| 5.    | Хејли Андерсон          | САД          | 1:57:20.2        | +48.1                |                  |
| 6.    | Изабел Херле            | Немачка      | 1:57:22.1        | +50.0                |                  |
| 7.    | Кери-Ен Пејн            | В. Британија | 1:57:23.9        | +51.8                |                  |
| 8.    | Анастасија Крапивина    | Русија       | 1:57:25.9        | +53.8                | Упозорење        |
| 9.    | Саманта Аревало         | Еквадор      | 1:57:27.2        | +55.1                |                  |
| 10.   | Ана Марсела Куња        | Бразил       | 1:57:29.0        | +56.9                |                  |
| 11.   | Калиопи Араузу          | Грчка        | 1:57:31.6        | +59.5                |                  |
| 12.   | Јуми Кида               | Јапан        | 1:57:35.2        | +1:03.1              | Упозорење        |
| 13.   | Ева Ристов              | Мађарска     | 1:57:42.8        | +1:10.7              | Упозорење        |
| 14.   | Ана Олас                | Мађарска     | 1:57:45.5        | +1:13.4              |                  |
| 15.   | Челси Губецка           | Аустралија   | 1:58:12.7        | +1:40.6              |                  |
| 16.   | Шпела Перше             | Словенија    | 1:58:59.6        | +2:27.5              | Упозорење        |
| 17.   | Ерика Виљаесија Гарсија | Шпанија      | 1:59:04.8        | +2:32.7              | Упозорење        |
| 18.   | Мишел Вебер             | Јужна Африка | 1:59:05.0        | +2:32.9              |                  |
| 19.   | Јана Печанова           | Чешка        | 1:59:07.7        | +2:35.6              |                  |
| 20.   | Паола Перез             | Венецуела    | 1:59:07.7        | +2:35.6              |                  |
| 21.   | Хајди Ган               | Малезија     | 1:59:07.9        | +2:35.8              | Упозорење        |
| 22.   | Јоана Захошч            | Пољска       | 1:59:20.4        | +2:48.3              | Упозорење        |
| 23.   | Стефани Хорнер          | Канада       | 1:59:22.1        | +2:50.0              | Упозорење        |
| 24.   | Ванија Невес            | Португалија  | 2:01:39.3        | +5:07.2              | Упозорење        |
| 25.   | Рим Касим               | Египат       | 2:05:19.1        | +8:47.0              |                  |
| 026   | Орели Милер             | Француска    | Дисквалификована | Дисквалификована     | Дисквалификована |